# Équipe cycliste Caico
L'équipe cycliste Caico est une équipe cycliste colombienne, créée en 2006 participant aux circuits continentaux de cyclisme et en particulier l'UCI America Tour.

## Saison 2008

### Effectif
| Coureur                   | Date de naissance | Nationalité            | Équipe 2007 |
| ------------------------- | ----------------- | ---------------------- | ----------- |
| Alejandro Cortés          | 02.12.1977        | Colombie               |             |
| Wendy Cruz                | 07.03.1976        | République dominicaine |             |
| Josean Duprey             | 03.10.1985        | Porto Rico             |             |
| Agustin Font              | 24.05.1977        | Porto Rico             |             |
| Alexander González        | 01.11.1979        | Colombie               |             |
| Jairo Jaime               | 26.10.1984        | Colombie               |             |
| Jorge Humberto Martínez   | 05.11.1975        | Colombie               |             |
| Enrique Matei             | 20.02.1988        | Porto Rico             | Néo-pro     |
| Diego Navarro             | 06.12.1988        | Colombie               |             |
| Carlos Pulgarin           | 04.04.1984        | Colombie               | Néo-pro     |
| Augusto Sánchez Beriguete | 19.12.1983        | République dominicaine | Néo-pro     |
| Euris Vidal               | 20.07.1987        | République dominicaine | Néo-pro     |
| Javier Zapata             | 16.10.1969        | Colombie               |             |

### Victoires
| Date       | Course                                            | Pays                   | Classe | Vainqueur  |
| ---------- | ------------------------------------------------- | ---------------------- | ------ | ---------- |
| 25/02/2008 | 3e étape de la Vuelta a la Independencia Nacional | République dominicaine | 2.2    | Wendy Cruz |
| 28/04/2008 | Championnat de République dominicaine sur route   | République dominicaine | CN     | Wendy Cruz |